# Luis Muñoz de Guzmán

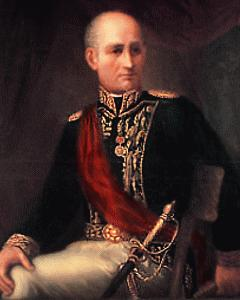
Luis Muñoz de Guzmán

Luis Muñoz de Guzmán (Sevilha, Espanha, 1735 — Santiago, Chile, 1808) foi um oficial da marinha espanhola e um dos mais importantes governadores do Reino do Chile, sendo que em seu governo houve um crescimento notável na cultura e nas artes, além da realização de inúmeras obras públicas.